# Margaret Trudeau

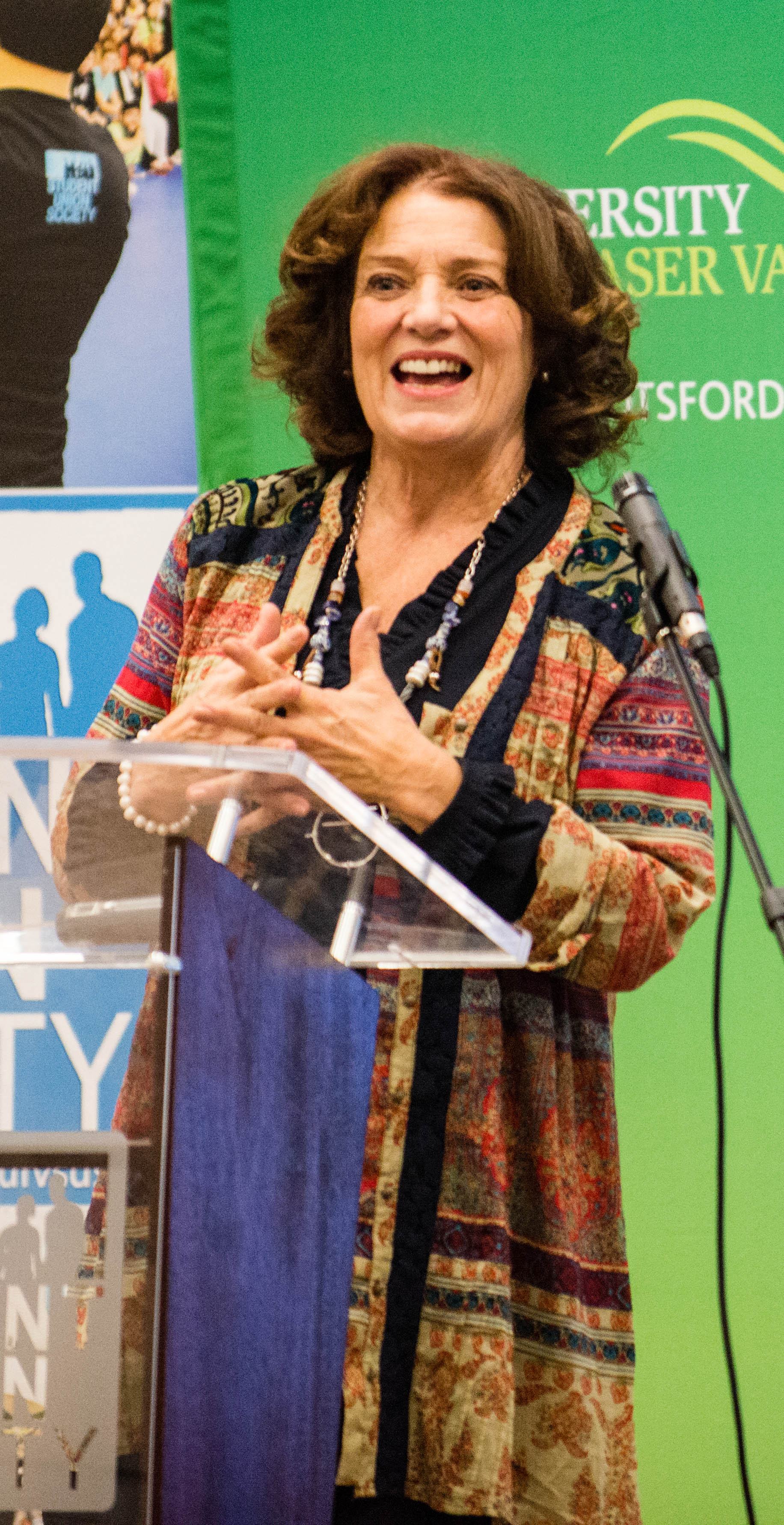
Margaret Trudeau (2017)

Margaret Joan Trudeau, geborene Sinclair, ehemals Kemper (* 10. September 1948 in Vancouver, British Columbia, Kanada), ist eine kanadische Autorin, Schauspielerin, Fotografin und Sozialanwältin für Menschen mit bipolarer Störung. Für ihre Arbeit zur Behandlung psychischer Erkrankungen verlieh ihr die University of Western Ontario die Ehrendoktorwürde.
Margaret Trudeau ist die Mutter von Justin Trudeau, der vom 4. November 2015 bis 14. März 2025 der 23. Premierminister von Kanada war. Sie war an der Seite von Pierre Trudeau, dem 15. Premierminister von Kanada (1968–1984 mit Unterbrechung), First Lady von Kanada.

## Leben
Margaret Trudeau wurde als Margaret Joan Sinclair in Vancouver, British Columbia, geboren. Sie ist eine von fünf Töchtern. Margarets Mutter Doris Kathleen Sinclair entstammt einer Familie von Kolonisten. Deren Vater war in Makassar, Sulawesi (Indonesien) geboren und 1906 im Alter von 15 Jahren mit seiner Familie nach Penticton, British Columbia, ausgewandert. Ihr Vater James „Jimmy“ Sinclair stammte aus Schottland.
Margarets Familie zog 1952 nach Ottawa, Ontario, da ihr Vater für die Liberale Partei Mitglied des kanadischen Parlaments war und als Minister für Fischerei und Ozeane ins Kabinett berufen worden war. In Rockcliffe Park besuchte Margaret eine öffentliche Schule. Nachdem ihr Vater 1958 sein Amt verloren hatte, kehrten sie nach North Vancouver, British Columbia, zurück. Margaret beendete ihr Abitur und studierte anschließend bis 1969 Soziologie an der Simon Fraser University in Burnaby, British Columbia, wo sie mit einem Bachelor of Arts in Soziologie abschloss.
Mit 18 Jahren lernte sie während einer Reise ihrer Familie nach Tahiti den 29 Jahre älteren Pierre Trudeau kennen, der ab 1968 Premierminister von Kanada war. 1971 wurde ihre Ehe geschlossen, wofür Margaret zum Katholizismus konvertiert war. Aus der Ehe stammen drei Söhne: der Politiker und heutige Premierminister Justin Trudeau (geboren 1971), der Journalist und Autor Alexandre „Sacha“ Trudeau (geboren 1973) und der in einer Lawine verunglückte Michel Trudeau (1975–1998). Margaret und Pierre Trudeau trennten sich 1977 und ließen sich 1984 scheiden. Die Trennungszeit war nicht frei von Konflikten und Skandalen, über die die Medien berichteten. Ihr Ex-Mann erhielt mit der Scheidung das Sorgerecht für die drei Söhne.
1984 ehelichte Margaret Trudeau in einer standesamtlichen Zeremonie den deutschen Immobilienunternehmer Fried Kemper. Aus dieser Ehe stammen zwei weitere Kinder: Sohn Kyle (geboren 1984) und Tochter Alicia (geboren 1988). Diese Ehe wurde 1999 geschieden.

## Beruf
Mit ihrer Trennung von Pierre Trudeau 1977 konzentrierte sich Margaret Trudeau auf ihre berufliche Entfaltung. Sie veröffentlichte 1979 Beyond Reason, ein Buch über das Leben an der Seite des Premierministers. Sie übernahm Filmrollen in zwei kanadischen Spielfilmen L’Ange Gardien (1978) und Kings and Desperate Men (1981) und moderierte zwischen 1981 und 1984 im kanadischen Fernsehen eine Morning Show sowie eine Talkshow unter ihrem Namen.
2006 machte Margaret Trudeau öffentlich, dass sie an einer bipolaren Erkrankung leidet. Seither setzt sie sich in Vorträgen und öffentlichen Veranstaltungen hauptsächlich in Nordamerika dafür ein, das soziale Stigma psychischer Erkrankungen – insbesondere der bipolaren Störung (BAS) – zu beseitigen. Sie ist ehrenamtliche Schirmherrin der Canadian Mental Health Association. 2010 veröffentlichte sie in Kanada Changing My Mind, ein Buch über ihre persönlichen Erfahrungen mit bipolaren Störungen.
Am 19. Juni 2013 wurde ihr für ihre Arbeit zur Bekämpfung psychischer Erkrankungen die Ehrendoktorwürde der University of Western Ontario verliehen.
Margaret Trudeau hat sich 22 Jahre lang für WaterAid Canada engagiert, eine in Ottawa ansässige Organisation, die sich für den Aufbau nachhaltiger Wasserversorgungs- und Abwasserentsorgungsdienste für die ärmsten Gemeinden in Entwicklungsländern einsetzt, zuletzt als ehrenamtliche Präsidentin. 2017 hat sie diesen Posten aufgegeben.

## Politische Aktivitäten
Weil ihr damaliger Mann Pierre Trudeau 1972 fast eine politische Niederlage erlitten hätte, beschloss Margaret Trudeau, sich im kanadischen Parlamentswahlkampf 1974 zu engagieren und ihren Mann zu unterstützen. Sie sprach bei Wahlkundgebungen vor Tausenden Menschen und unterstützte lokale Kandidaten der Liberalen Partei ihres Mannes. In den Medien wurde sie für ihre politische Unterstützung im Wahlkampf verspottet, auch, weil sie meistens ihren sechs Monate alten Sohn Alexandre in der Nähe hatte. Die Liberale Partei Kanadas mit dem Spitzenkandidaten Pierre Trudeau ging als Sieger der Wahlen hervor.
Bei den Wahlen 1979 war Margaret Trudeau nicht mehr politisch für den Premierminister und seine Partei aktiv.
Erst im Jahr 2015, als sich ihr ältester Sohn Justin für die Liberale Partei Kanadas zur Wahl stellte, engagierte sie sich wieder politisch. Während des Wahlkampfes war sie beteiligt, vermied es aber, in der Öffentlichkeit für ihn aufzutreten, um den politischen Gegnern ihres Sohnes keinen Angriffspunkt zu liefern, die argumentierten, dass er „so unfertig sei, dass er seine Mama braucht“. Deren Slogan „Just Not Ready“ verfehlte sein Ziel. Am 19. Oktober 2015 gewann die Liberale Partei die Wahl und Justin Trudeau wurde zum 23. Premierminister Kanadas gewählt.

## Veröffentlichungen

### Bücher
- Beyond Reason. Paddingtoo, 1979, ISBN 978-0-44823-037-5.
  - deutsch: Ich pfeif’ auf die Vernunft. Erinnerungen (= Goldmann-Taschenbuch, Band 3864). übersetzt von Keto von Waberer, Goldmann, München 1979, ISBN 3-442-03864-2
- Consequences. Bantam Books, 1982, ISBN 978-0-55301-712-0.
- Changing My Mind. HarperCollins, 2010, ISBN 978-1-55468-538-7.
- The Time of Your Life: Choosing a vibrant, joyful Future. HarperCollins, 2015, ISBN 978-1-443-43183-5.

### Filme
- L’Ange Gardien (1978)
- Kings and Desperate Men (1981)

### TV-Moderation
- Morning Magazine (1981–1983)
- Margaret (1983–1984)